# Delphin Tshiembe
Delphin Tshiembe (Kinshasa, 7 dicembre 1991) è un calciatore congolese (Repubblica Democratica del Congo) naturalizzato danese, difensore dell'ESPM.

## Carriera
Ha giocato nella massima serie dei campionati danese, scozzese e faroese.